# 别对我撒谎
《别对我撒谎》（英語：Lie to Me）是一部描述心理學的美國電視劇，2009年1月21日於福克斯電視網首播。
在片中，主角卡爾·萊特曼博士（提姆·羅斯飾演）和姬蓮·佛斯特博士（凱莉·威廉斯飾演）利用「臉部動作編碼系統」（表情編碼系統）分析被觀察者的肢體語言和微表情，進而向他們的客戶（包括FBI等美國執法機構或聯邦機構）提供被觀測者是否撒謊等分析報告。片中的主要故事情節，來自美國心理學專家保羅·艾克曼博士的研究，其主要研究方向為人類面部表情的辨識、利用情緒分析與人際欺騙等。
2009年5月，福克斯宣佈將继续制作本片的第二季，共13集。第二季於2009年9月28日播出。同年11月24日，福克斯決定將第二季延長至22集。此劇第三季於2010年10月4日播出，共13集。由于第三季惨淡的收视率，福克斯公司在2011年5月10日决定取消《别对我撒谎》的续集。

## 演員

### 主要角色
- 卡爾·萊特曼博士 (Dr. Cal Lightman)：蒂姆·罗斯飾

心理學家，擅長透過人體的肢體語言，特別是面部的「微表情」來判斷對方的心理活動。創辦了萊特曼集團，為政府部門和私人提供調查服務。
與妻子已離異，但仍藕斷絲連；有一女艾蜜莉（Emily），但她卻認為卡爾和佛斯特博士在一起會更快樂。卡爾的母親在其大学時因精神病自殺，這也導致他之後的職業選擇。該角色是以保羅·艾克曼（Paul Ekman）博士為藍本。
- 吉莉安·佛斯特博士 (Dr. Gillian Foster)：凱莉·威廉斯（英语：Kelli Williams）飾

卡爾的同事，與他曾有過一段戀情。她的丈夫染上毒癮，但吉莉安即使看出來了，也並不戳穿，並時常為掩蓋事實而撒謊。在第一季末，她透露已決定和丈夫離婚。曾經嘗試收養一名女嬰蘇菲（Sophie），但因為生母中途變卦而失敗。
- 芮雅·桃樂絲 (Ria Torres)：莫妮卡·雷蒙德（英语：Monica Raymund）飾

萊特曼集團僱員，萊特曼博士的弟子。原本於機場安檢部門任職。因安檢工作能力出色被急欲增加人手的佛斯特博士看中，經過萊特曼博士的測試後錄用。由於幼年曾遭父親虐待，使她「與生俱來(natural)」地能透過觀察他人的微表情看透人心。萊特曼博士初期曾數次表達出他對這類具天賦的人種的不喜，因為通常他們是因先天缺乏教育，處在需要察顏觀色才能生存的環境下所養成，所以缺乏足夠的專業訓練，因此有時會意氣用事。後與特勤處探員卡爾·杜普利（Karl Dupree）約會。但第二季中與洛克之間產生若有似無的曖昧感情。
- 伊萊·洛克 (Eli Loker)：布倫丹·海因斯飾

萊特曼集團的僱員。經過專業訓練獲得了閱讀表情的能力，屬於技術型人才。堅持不說假話的人生信條，但這樣有時會令談話對象感到不舒服。但有一次為了掩飾自己對被測人的情感，他選擇了說謊。伊萊對法律正義有近乎死板的追求，曾經為了將詐騙者送入監獄，不惜違抗吉莉安，並間接損害了騙局受害者的利益，卡爾因此決定讓他從不支薪的見習生重新做起，證明自己的價值。
- 班傑明·雷諾斯 (Ben Reynolds)：米基·菲佛（英语：Mekhi Phifer）飾

第一季第12集起登場，之後成為固定登場角色。他是一名實戰經驗豐富的FBI探員，幫萊特曼集團完成了幾次調查，展現出很強的實戰精神。

### 其他角色
- 柔依·蘭道 (Zoe Landau)：珍妮佛·貝兒（Jennifer Beals）飾

卡爾的前妻，總檢察官助理。因處理案件之故，與卡爾仍會在工作上有所交集。儘管已經與他人訂婚，但仍然對卡爾有深厚感情。
- 艾蜜莉·萊特曼 (Emily Lightman)：海莉·麦可法兰德（Hayley McFarland）飾

卡爾的女兒。由父母共同分擔撫養權。有時也展現出判讀他人心理的能力。
- 卡爾·杜普利 (Karl Dupree)：Sean Patrick Thomas飾

特勤處探員，於第一季第4集起登場，在偵辦韓國大使館槍擊案時與芮雅結識，之後兩人成為情侶。但後來在一次恐怖襲擊中身受重傷。但之後未再於劇中出現，劇情也未交代後續下落。
- 艾利克·佛斯特 (Alec Foster)：Tim Guinee飾

第一季登場。吉莉安的丈夫，在國務院工作。染上古柯鹼毒癮。

## 製作團隊
（製片人/首席編劇），白賴仁·基沙、大衛·尼文斯、史蒂芬·前田、和NBC環球集團電視部前總裁擔任諮詢顧問。，電視劇《護盾》和《單位》的主創肖恩·瑞安將作為第二季的執行導演。

## 上映情況
| 季數 | 季數   | 集數 | 首映          | 末映          |
| ---- | ------ | ---- | ------------- | ------------- |
|      | 第一季 | 13   | 2009年1月21日 | 2009年5月13日 |
|      | 第二季 | 22   | 2009年9月28日 | 2010年9月13日 |
|      | 第三季 | 13   | 2010年10月4日 | 2011年1月31日 |

## 海外播映
| 國家或地區 | 電視台             |
| ---------- | ------------------ |
|            | 澳大利亞第十電視網 |
| 加拿大     | 加拿大環球電視台   |
| 荷蘭       | RTL 5              |
| 比利时     | 2BE                |
| 英国       | 天空電視一台       |
| 瑞典       | 瑞典電視四台       |
| 新西兰     | 新西蘭電視三台     |
| 中華民國   | 公共電視台、中視   |
|            | 福克斯韩国         |
| 中国大陆   | DOXTV、CCTV-8      |

## 外部連結
- FOX 别对我撒谎 — 官方網站
- Lie To Me （页面存档备份，存于）在Network TEN （页面存档备份，存于） (澳大利亞官方放映商)
- 互联网电影数据库（IMDb）上《别对我撒谎》的资料（英文）
- Deception Detection, American Psychological Association （页面存档备份，存于）
- 别对我撒谎DoxTV简介页面 （页面存档备份，存于）

## 節目變遷
| 中視、中視HD台 週一至週四 22:00 - 23:00  | 中視、中視HD台 週一至週四 22:00 - 23:00         | 中視、中視HD台 週一至週四 22:00 - 23:00 |
| ---------------------------------------- | ----------------------------------------------- | --------------------------------------- |
|                                          | 謊言終結者 （2013.06.06 - 2013.06.27)           |                                         |
| 霹靂煞 第二季 （2013.04.29 - 2013.06.05) | 謊言終結者（第二季） （2013.07.01 - 2013.08.06) |                                         |